# الوطن (عربستان سعودی)
الوطن روزنامه‌ای در عربستان سعودی است که دیدگاه فرهنگی و اصلاح‌طلبانه دارد.

## شکل‌گیری
روزنامه الوطن توسط مؤسسه روزنامه‌نگاری و انتشار «عسیر» در منطقه «عسیر» در عربستان در شهر آبها صادر می‌شود. بعد از استعفای «جمال احمد خاشقجی» سردبیر وقت، «سلیمان العقیلی» به صورت موقت سردبیر آن شد. اکنون سر دبیر آن «عثمان الصینی» است. این روزنامه در سال ۲۰۰۰ شروع به انتشار کرد.
مالک آن خالد الفیصل است. در عربستان این روزنامه توسط تندروها روزنامه بت نامیده می‌شود.

## نویسندگان
صالح محمد الشیحی، علی سعد الموسی، عبدالرحمن سلطان السلطان، فواز عزیز، أسامة القحطانی، إدریس عبدالله الدریس، عبدالرحمن الوایلی

## مشخصات
- ملک عبدالله بن عبدالعزیز در ۱۱ محرم سال ۱۴۱۹ سنگ بنای مقر اصلی روزنامه الوطن را گذاشت.
- مرکز اصلی چاپ این روزنامه «آبها» است و در چهار موقعیت چاپ می‌شود. چاپ آبها، چاپ جده، چاپ ریاض و چاپ دمام.
- بخش‌های این روزنامه شامل سیاسی، اقتصادی، محلی، آراء، فرهنگی، ورزشی و زندگی می‌باشد.
- روسای شورای اداره مؤسسه عسیر: فهد العرابی الحارثی و امیر بندر بن خالد الفیصل.